# Mexipsyche polyphylla
Mexipsyche polyphylla är en nattsländeart som först beskrevs av Tian och Li 1987.  Mexipsyche polyphylla ingår i släktet Mexipsyche och familjen ryssjenattsländor. Inga underarter finns listade i Catalogue of Life.